# ʿAskar Mukram
ʿAskar Mukram (in arabo ﻋﺴﻜﺮ ﻣﻜﺮﻡ‎?, "Campo fortificato di Mukram") era una cittadina del Khūzestān, presso Ahwāz, in Iran, che prendeva il suo nome dal condottiero inviato nella regione dal Wālī omayyade al-Ḥajjāj b. Yūsuf per reprimere una rivolta scoppiata in quei luoghi.
Gli abitanti della vicina Shushtar (ar. Tustar) chiamarono la cittadina Lashkar.
Nella cittadina nacque nell'873 o nell'874 ʿUbayd Allāh, il futuro Imām/Califfo fatimide al-Mahdī bi-llāh, eponimo della dinastia.